# Encyklopedia piłkarska Fuji
Encyklopedia piłkarska Fuji – cykl książek wydawanych przez wydawnictwo GiA opisujących historię rozgrywek w piłce nożnej. Twórcą cyklu i głównym autorem był Andrzej Gowarzewski. Specjalnym nurtem encyklopedii jest seria Kolekcja klubów opisująca historię polskich klubów piłkarskich.

## Dotychczas ukazały się

### Encyklopedia piłkarska
- Tom 1. – Rocznik '91
- Tom 2. – Biało-Czerwoni. Dzieje reprezentacji Polski (1)
- Tom 3. – Mistrzostwa Europy
- Tom 4. – Od Realu do Barcelony. Historia Pucharu Mistrzów
- Tom 5. – Rocznik '92–'93
- Tom 6. – Puchar Zdobywców
- Tom 7. – Rocznik '93–94
- Tom 8. – Herosi Mundiali
- Tom 9. – Mistrzostwa Świata
- Tom 10. – World Cup USA'94
- Tom 11. – Rocznik '94–'95
- Tom 12. – 75 lat PZPN
- Tom 13. – Copa America
- Tom 14. – Biało-Czerwoni. Dzieje reprezentacji Polski (2)
- Tom 15. – Rocznik '95–'96
- Tom 16. – Biało-Czerwoni. Dzieje reprezentacji Polski (3)
- Tom 17. – Rocznik '96–'97
- Tom 18. – Puchar UEFA
- Tom 19. – Rocznik '97–'98
- Tom 20. – Biało-Czerwoni. Dzieje reprezentacji Polski (4)
- Tom 21. – Mistrzostwa Świata. France'98
- Tom 22. – Rocznik '98–'99
- Tom 23. – Europejskie finały
- Tom 24. – Rocznik 2000
- Tom 25. – Liga Polska
- Tom 26. – Rocznik 2000–2001
- Tom 27. – Rocznik 2001–2002
- Tom 28. – World Cup 2002
- Tom 29. – Rocznik 2002–2003
- Tom 30. – Rocznik 2003–2004
- Tom 31. – Rocznik 2004–2005
- Tom 32. – Rocznik 2005–2006
- Tom 33. – Rocznik 2006–2007
- Tom 34. – Rocznik 2007–2008
- Tom 35. – Biało-Czerwoni. Dzieje reprezentacji Polski (5)
- Tom 36. – Rocznik 2008–2009
- Tom 37. – Rocznik 2009–2010
- Tom 38. – Rocznik 2010–2011
- Tom 39. – Rocznik 2011–2012
- Tom 40. – EURO dla orłów
- Tom 41. – Rocznik 2012–2013
- Tom 42. – Rocznik 2013–2014
- Tom 43. – Herosi Złotej Nike – Mistrzostwa Świata (1)
- Tom 44. –  Futbolowa wojna światów (1930 – 1978) – Mistrzostwa Świata (2)
- Tom 45. –  Mundiale z akredytacją (1982 – 2014) – Mistrzostwa Świata (3)
- Tom 46. – piłkarska America – Mistrzostwa Świata (4)
- Tom 47. – Księga Rekordów – BRAZIL 2014 – Mistrzostwa Świata (5)
- Tom 48. – Rocznik 2014–2015
- Tom 49. – Rocznik 2015–2016
- Tom 50. – Biało-Czerwoni. Dzieje reprezentacji Polski (6)
- Tom 51. – Mistrzostwa Polski. Stulecie (1) – ludzie, fakty 1918–1939
- Tom 52. – Mistrzostwa Polski. Stulecie (2) – mecze, kluby 1918–1939
- Tom 53. – Mistrzostwa Polski. Stulecie (3) – ludzie, fakty 1945–1962
- Tom 54. – Mistrzostwa Polski. Stulecie (4) – mecze, kluby 1945–1955
- Tom 55. – Mistrzostwa Polski. Stulecie (5) – mecze, kluby 1956–1962
- Tom 57. – Rocznik 2016, 2017, 2018
- Tom 56. – Francuska Ruletka – ROSJA 2018 – Mistrzostwa Świata (6)
- Tom 58. – Puchar Polski
- Tom 59. – Rocznik 2019
- Tom 60. – Rocznik 2020
- Tom 62. - Mistrzostwa Polski. Stulecie (7) – mecze, kluby 1963–1969
- Tom 63. - Mistrzostwa Polski. Stulecie (8) – mecze, kluby 1970–1976
- Tom 65. – Rocznik 2021
- Tom 64. - Mistrzostwa Polski. Stulecie (9) – mecze, kluby 1977–1982
- Tom 61. - Mistrzostwa Polski. Stulecie (6) – ludzie, fakty 1962–1982
- Tom 66. - Rocznik 2022
- Tom 67. - Mistrzostwa Polski. Stulecie (10) – mecze, kluby 1983–1990
- Tom 68. - Rocznik 2023
- Tom 69. - Mistrzostwa Polski. Stulecie (11) – mecze, kluby 1991–1995
- Tom 70. - Rocznik 2024
- Tom 71. - Mistrzostwa Polski. Stulecie (12) – mecze, kluby 1996–2000
- Tom 72. – Biało-Czerwoni. Dzieje reprezentacji Polski (7)
- Tom 73. - Rocznik 2025

### Kolekcja klubów
- Tom 1. – Ruch Chorzów
- Tom 2. – Legia Warszawa
- Tom 3. – Wisła Kraków
- Tom 4. – Lwów i Wilno w ekstraklasie
- Tom 5. – Widzew oraz dawni łódzcy ligowcy
- Tom 6. – Górnik Zabrze. 50 lat prawdziwej historii (1948–1998)
- Tom 7. – Polonia, Warszawianka, Gwardia
- Tom 8. – Lech Poznań
- Tom 9. – Legia to potęga
- Tom 10. – Cracovia
- Tom 11. – Górnik Zabrze. 60 lat prawdziwej historii (1948–2008)
- Tom 13. – Legia najlepsza jest...
- Tom 12. – Łódzki KS
- Tom 14. – Katowice w ekstraklasie

### Księgi pamiątkowe
- 75 lat OZPN Katowice
- 80 lat OZPN Katowice
- 80 lat Łódzki OZPN
- 85 lat Małopolski ZPN
- 90 lat Małopolski ZPN
- 90 lat Śląski ZPN Katowice
- 95 lat Śląski ZPN Katowice – w drodze na stulecie
- 40 lat Kaliski OZPN – historia kaliskiego futbolu
- 105 lat Małopolski ZPN w Krakowie

### Albumy
- 80 lat PZPN
- Biało-Czerwoni. 1921–2001
- Cracovia 1906–2006
- 100 lat ŁKS
- Górnik Zabrze – dzieje legendy
- 90 lat PZPN
- Najpiękniejsze chwile reprezentacji Polski
- Biało-Czerwoni. 1921–2018
- Puchar Polski.
- Górnik Zabrze – dzieje legendy 70 lat 1948–2019
- 100 lat PZPN
- Mistrzostwa Polski
- 100 wydarzeń na 65 - lecie Stadionu Śląskiego
- 100 meczów na 100 - lecie reprezentacji Polski
- 100 meczów na Stadionie Śląskim na 100 - lecie Powstań śląskich